# Дені Лаван
Дені́ Лава́н (фр. Denis Lavant; нар. 17 червня 1961, Нейї-сюр-Сен, деп. О-де-Сен Франція) — французький актор, більше відомий як «alter ego» кінорежисера Леоса Каракса, що зіграв головні ролі майже в усіх його фільмах.

## Біографія
Дені Лаван народився в паризькому передмісті Нейї-сюр-Сен (департамент О-де-Сен). З 1982 року він почав зніматися в кіно. У 1983 році актора помітив Леос Каракс, що шукав виконавця на головну роль у своєму дебютному фільмі «Хлопець зустрічає дівчину». Лаван грав головні ролі і в двох наступних фільмах Каракса — «Погана кров» (1986) і «Коханці з Нового мосту» (1991); в обох стрічках він створив екранний дует з Жульєт Бінош. «Коханці з Нового моста» принесли Лавану номінацію на Премію Європейської кіноакадемії найкращому акторові. В усіх трьох фільмах Каракса герой Лавана має ім'я Алекс — справжнє ім'я самого режисера.
У 1999 році Лаван зіграв головну роль у фільмі Клер Дені «Красива робота», який прийнято вважати однією з вершин французького кіно дев'яностих. Актор зіграв роль колишнього офіцера Іноземного легіону Галу, який згадує історію своїх непростих взаємин з командиром та товаришем по службі, які зруйнували його кар'єру.
У 2007 році він виконав роль двійника Чарлі Чапліна у стрічці американського незалежного режисера Гармоні Коріна «Містер Самотність». Для цього фільму акторові, що майже не знав англійської, довелося пройти мовні курси. У 2008 році Лаван знову знявся у фільмі Леоса Каракса — в його частині трилогії «Токіо!». Персонаж Лавана «Лайно» жив у міській каналізації, звідки зрідка вилазив, щоб нападати на людей, і говорив незрозумілою мовою.
Дені Лаван виконав головну роль і в черговому повнометражному фільмі Каракса «Корпорація „Святі мотори“». Разом зі своїм героєм, мосьє Оскаром, Лаван перевтілювався в різні образи: жебрачки, батька дівчинки-підлітка, вбивці і одночасно його жертви. Одна з його іпостасей — «Лайно» з караксівської новели «Токіо»!
Дені Лаван — колишній акробат, і відмінною рисою його персонажів стає виняткове володіння своїм тілом і пластичність, у багатьох фільмах його герой виконує танцювальні номери. Для ролі в «Коханцях Нового мосту» Лаван освоїв не лише акробатику, але і дихання вогнем, якими за сюжетом володіє його герой. За словами Денніса Ліма («Нью Йорк Таймс»), Лаван поєднує «чапліновський пафос і вибухи чистої кінетичної енергії», а Андрій Плахов порівнює Алекса у виконанні Лавану з Алексом у виконанні М. Макдавелла в знаменитому фільмі Кубрика.
Окрім кіно Дені Лаван також виступав і на театральній сцені. Особливо слід відзначити чудову акторську театральну роботу Дені Лавана в тандемі з Півднем Кестером в французькому спектаклі «Iгра в жмурики» (п'єса) в 1993 році, поставленому за мотивами п'єси Михаила Волохова метром французького режисерського мистецтва Бернардом Собелем. Відеоверсія вистави.
Спектакль, у якому значну роль відвели акторській роботі Дені Лавана, було поставлено у форматі класичної трилогії, що складалася з «Вишневого саду» Антона Павловича Чехова, «Марії» Ісаака Бабеля та «Ігри у жмурики» Волохова.
lemonde.fr (преса)  humanite.fr (преса)

## Фільмографія (вибіркова)
| Рік       |    | Українська назва                        | Оригінальна назва                            | Роль                                        |
| --------- | -- | --------------------------------------- | -------------------------------------------- | ------------------------------------------- |
| 1982      | тф | Тінь на пляжі                           | L'ombre sur la plage                         | Матьє                                       |
| 1982      | ф  | Знедолені                               | Les misérables                               | Монпарнас                                   |
| 1983      | ф  | Кохання з першого погляду               | Coup de foudre                               | Військовослужбовець                         |
| 1983      | ф  | Поранена людина                         | L'Homme blessé                               |                                             |
| 1983      | кф | За північ                               | Au-delà de minuit                            |                                             |
| 1984      | ф  | Хай живе життя!                         | Viva la vie                                  | кур'єр                                      |
| 1984      | ф  | Хлопець зустрічає дівчину               | Boy Meets Girl                               | Алекс                                       |
| 1985      | ф  | Піти, повернутися                       | Partir, revenir                              | пацієнт                                     |
| 1985—1985 | с  | Hôtel du siècle                         | Hôtel du siècle                              | статуя                                      |
| 1986—1986 | с  | Сінема 16                               | Cinéma 16                                    | Жан-П'єр                                    |
| 1986      | ф  | Погана кров                             | Mauvais sang                                 | Алекс                                       |
| 1988—1988 | с  | Розслідування комісара Мегре            | Les Enquêtes du commissaire Maigret          | маленький Луї                               |
| 1989      | ф  | Круг по манежу                          | Un tour de manège                            | Бервіль                                     |
| 1989      | ф  | Мона і я                                | Mona et moi                                  | П'єр                                        |
| 1991      | ф  | Коханці з Пон-Неф                       | Les amants du Pont-Neuf                      | Алекс                                       |
| 1991      | кф | Це прекрасно                            | C'est merveilleux                            |                                             |
| 1992      | кф | Дивна будівля                           | Drôle d'immeuble                             |                                             |
| 1994      | ф  | Партія в шахи                           | La Partie d'échecs                           | Макс                                        |
| 1995      | кф | Ворог                                   | L'ennemi                                     |                                             |
| 1995      | ф  | Очевидно, я кохаю тебе                  | Visiblement je vous aime                     | Дені                                        |
| 1997      | ф  | Дикі тварини                            | 야생동물 보호구역                            | Еміль                                       |
| 1998      | ф  | Дон Жуан                                | Don Juan                                     | П'єро                                       |
| 1998      | ф  | Світ перевернувсяувся                   | Le Monde à l'envers                          | Ян                                          |
| 1998      | ф  | Гімн шпані                              | Cantique de la racaille                      | автостопник                                 |
| 1999      | ф  | Красива робота                          | Beau Travail                                 | Galoup                                      |
| 1999      | ф  | Тувалу                                  | Tuvalu                                       | Антон                                       |
| 2000      | ф  | Театр смерті                            | Promenons-nous dans les bois                 | Стефан                                      |
| 2000      | ф  | Виск                                    | La Squale                                    | джокер                                      |
| 2001      | в  | Одружений/неодружений                   | Married/Unmarried                            | Кохання                                     |
| 2004      | ф  | Люмінал                                 | Luminal                                      | Рю                                          |
| 2004      | ф  | Довгі заручини                          | Un long dimanche de fiançailles              | Франсіс «Шість Су» Гіньяр                   |
| 2005      | ф  | Camping sauvage                         | Camping sauvage                              | Блез                                        |
| 2007      | кф | Le passeur                              | Le passeur                                   |                                             |
| 2007      | ф  | Містер Самотність                       | Mister Lonely                                | Чарлі Чаплін                                |
| 2007      | ф  | Капітан Ахав                            | Capitaine Achab                              | Капітан Ахав                                |
| 2007      | ф  | З новим роком, Лондон!                  | Iyi Seneler Londra                           | Жерар                                       |
| 2007      | ф  | Токіо! (фрагмент «Лайно» (фр. Merde))   | Tokio!                                       | містер Лайно                                |
| 2008      | ф  | Comment Albert vit bouger les montagnes | Comment Albert vit bouger les montagnes      |                                             |
| 2009—2009 | с  | Загадкові вбивства Агати Крісті         | Les petits meurtres d'Agatha Christie        | André Custe                                 |
| 2009      | тф | Таманрассет                             | Tamanrasset                                  | Філіп                                       |
| 2009      | ф  | Спокуса святого Тину                    | Püha Tõnu kiusamine                          | конферансьє клубу «граф Діоніс Коржібський» |
| 2009      | тф | Одержимість                             | Obsession(s)                                 | Marc Douelec                                |
| 2010      | кф | Via                                     | Via                                          |                                             |
| 2010      | тф | Я, Франсуа Війон, злодій, вбивця, поет  | Je, François Villon, voleur, assassin, poète | Безон                                       |
| 2010      | кф | Tandis qu'en bas des hommes en armes    | Tandis qu'en bas des hommes en armes         |                                             |
| 2010      | ф  | Гітлер у Голлівуді                      | HH, Hitler à Hollywood                       | Дені Лаван                                  |
| 2010      | ф  | Святе сімейство                         | Io sono con te                               | Sapiente                                    |
| 2011      | кф | Експеримент 5ive: Атлантика             | Atlantika                                    | Жак                                         |
| 2011      | ф  | Моя маленька принцеса                   | My Little Princess                           | Ернст                                       |
| 2011      | ф  | Les amours perdues                      | Les amours perdues                           | Венсан                                      |
| 2011      | тф | Хлопчик-мізинчик                        | Le Petit Poucet                              | Огр                                         |
| 2011      | кф | Waster                                  | Waster                                       |                                             |
| 2011      | ф  | Очі астронома                           | L'Œil de l'astronome                         | Кеплер                                      |
| 2012      | ф  | Корпорація «Святі мотори»               | Holy Motors                                  | Мосьє Оскар                                 |
| 2012      | ф  | Уранішня зірка                          | L'étoile du jour                             | Елліот                                      |
| 2013      | кф | Barricade: le film                      | Barricade: le film                           |                                             |
| 2013      | кф | Fatigués d'être beaux                   | Fatigués d'être beaux                        |                                             |
| 2013      | ф  | Маруся                                  | Marussia                                     | бомж                                        |
| 2013      | ф  | Міхаель Кольхаас                        | Michael Kohlhaas                             | богослов                                    |
| 2013      | кф | Les grandes marées                      | Les grandes marées                           |                                             |
| 2013      | кф | Je sens plus la vitesse                 | Je sens plus la vitesse                      |                                             |
| 2013      | кф | Джиміні                                 | Jiminy                                       | Отто Гоффманн                               |
| 2014      | тф | Dassault, l'homme au pardessus          | Dassault, l'homme au pardessus               |                                             |
| 2014      | ф  | Подорож на Захід                        | 西遊 (Le Voyage en Occident)                 | Дракон                                      |
| 2014      | кф | Liberté, égalité, cheveux lissés        | Liberté, égalité, cheveux lissés             |                                             |
| 2014      | кф | Agafay                                  | Agafay                                       |                                             |
| 2014      | ф  | Піддубний                               | Поддубный                                    | Ежен, тренер Піддубного                     |
| 2014      | ф  | Таємниця нарцисів                       | Le mystère des jonquilles                    | Сем                                         |
| 2014      | ф  | Пічіпой                                 | Pitchipoï                                    | П'єр Шульман                                |
| 2014      | ф  | Фракас                                  | Fracas                                       |                                             |
| 2015      | ф  | Граціелла                               | Graziella                                    | Антуан                                      |
| 2015      | ф  | 21 ніч з Патті                          | 21 nuits avec Pattie                         | Андре                                       |
| 2015      | ф  | Ева не спить                            | Eva no duerme                                | Кьоніг                                      |
| 2015      | ф  | Я і Камінскі                            | Ich und Kaminski                             | Карл-Людвіг                                 |
| 2018      | ф  | Три дні з Ромі Шнайдер                  | 3 Tage in Quiberon                           | рибалка поет                                |
| 2018      | ф  | Один король — одна Франція              | Un peuple et son roi                         | Жан-Поль Марат                              |
| 2018      | ф  | Імператор Парижа                        | L'Empereur de Paris                          | Майлард                                     |

## Визнання

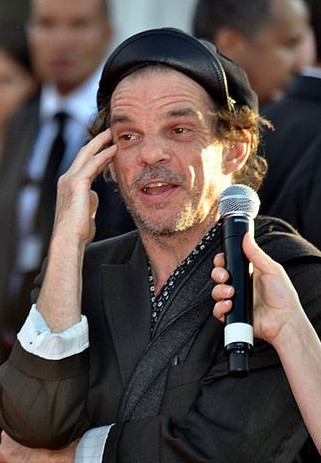
Дені Лаван на кінофестивалі в Довілі, 2010

| Премія Європейської кіноакадемії                |                                         |                           |           |
| 1992                                            | Найкращий актор                         | Коханці з Нового мосту    | Номінація |
| Міжнародний тиждень фантастичного кіно в Малазі |                                         |                           |           |
| 2001                                            | Найкращий актор                         | Тувалу                    | Перемога  |
| Бостонське товариство кінокритиків              |                                         |                           |           |
| 2012                                            | Найкращий актор                         | Корпорація «Святі мотори» | 2-е місце |
| Міжнародний кінофестиваль у Чикаго              |                                         |                           |           |
| 2012                                            | Срібний Г'юго за найкращу чоловічу роль | Корпорація «Святі мотори» | Перемога  |
| Асоціація кінокритиків Лос-Анджелеса            |                                         |                           |           |
| 2012                                            | Найкращий актор                         | Корпорація «Святі мотори» | 2-е місце |
| Національна спілка кінокритиків США             |                                         |                           |           |
| 2013                                            | Найкращий актор                         | Корпорація «Святі мотори» | 2-е місце |
| Премія «Сезар»                                  |                                         |                           |           |
| 2013                                            | Найкращий актор                         | Корпорація «Святі мотори» | Номінація |
| Міжнародне товариство кіноманів                 |                                         |                           |           |
| 2013                                            | Найкращий актор                         | Корпорація «Святі мотори» | Перемога  |
| Асоціація кінокритиків Торонто                  |                                         |                           |           |
| 2013                                            | Найкращий актор                         | Корпорація «Святі мотори» | Перемога  |